# 2010-es labdarúgó-világbajnokság-selejtező (AFC)
Az ázsiai (AFC)-zóna számára 4-5 helyet osztottak ki a 2010-es labdarúgó-világbajnokságra. 43 csapat jelentkezett a selejtezőkre, csak Brunei, Laosz, és Fülöp-szigetek nem kívánt indulni, vagy adta be későn a jelentkezését. Kelet-Timor első ízben játszott a selejtező mérkőzéseken, illetve Ausztrália először kísérelte meg a világbajnoki kvalifikációt az Ázsiai Labdarúgó-szövetség tagjaként, miután 2006. január 1-jén kiléptek az Óceániai Labdarúgó-szövetségből.

## A selejtező lebonyolítása
Az ázsiai selejtező két előselejtező körből, két csoportkörből, és egy pótselejtező mérkőzésből állt. A csapatok kiemelését a 2006-os labdarúgó-világbajnokság ázsiai selejtezőiben elért eredmények alapján végezték. Az öt legjobb helyen kiemelt csapat erőnyerő volt, és az első csoportkörbe kiemeltként várhatta a 2007. november 25-i, durbani sorsolást. Az első előselejtező fordulóban a 6.-24.-ig rangsorolt csapatokat párosították a 25.-43.-ig rangsoroltakkal. A párosítások győztesei közül a nyolc legrosszabb helyen rangsorolt labdarúgó-válogatott kényszerült a második selejtező körben újabb mérkőzéseket játszani. A párosítások győztesei, valamint az első előselejtező kiemelt győztes csapatai csatlakoztak az 1.-5. helyig rangsorolt csapatokhoz az első csoportkörben, ahol négy, egyaránt öt csapatos csoportot képeztek. A csoportok első két helyezett csapata jutott a második csoportkörbe, ahol – kiemelési sorrendnek megfelelően – két újabb öt csapatos csoportot képeztek. A két csoport első és második helyezettje automatikusan kijutott a világbajnokságra, míg a csoportok harmadik helyezett csapatai ázsiai pótselejtező mérkőzést játszottak.
Az ázsiai pótselejtező győztese egy újabb, az óceániai-zóna győztes csapata ellen vívott interkontinentális pótselejtező mérkőzésen harcolhatta ki a világbajnoki részvételt.
Az ázsiai előselejtezők látszólag haszontalanok voltak, hiszen egy kivétellel mindig a kiemelésnek megfelelően alakult, hogy mely csapatok lépnek egy-egy fordulóval feljebb.

## Kiemelés
A kiemelés az előző világbajnokságon elért eredményeken alapult.
- Az 1–5. kiemeltek nem vettek részt az első két fordulóban, csak a harmadik fordulóban kapcsolódtak be.
- A 6–24. kiemeltek nem vettek részt az első fordulóban, csak a második fordulóban kapcsolódtak be.
- A 25–43. kiemeltek már az első fordulóban részt vettek.

| Kiemeltek (1–5. helyen rangsorolt)                          | „A” kalap (6–24. helyen rangsorolt) | „B” kalap (25–43. helyen rangsorolt) |
| ----------------------------------------------------------- | --- | --- |
| 1. Ausztrália 2. Dél-Korea 3. Szaúd-Arábia 4. Japán 5. Irán | 1. Bahrein 2. Üzbegisztán 3. Kuvait 4. Észak-Korea 5. Kína 6. Jordánia 7. Irak 8. Libanon 9. Omán 10. Egyesült Arab Emírségek 11. Katar 12. Szíria 13. Palesztina 14. Thaiföld 15. Türkmenisztán 16. Tádzsikisztán 17. Indonézia 18. Hongkong 19. Jemen | 1. Vietnám 2. Kirgizisztán 3. Maldív-szigetek 4. India 5. Szingapúr 6. Srí Lanka 7. Malajzia 8. Tajvan 9. Banglades 10. Makaó 11. Pakisztán 12. Afganisztán 13. Mongólia 14. Guam 15. Nepál 16. Kambodzsa 17. Bhután 18. Mianmar 19. Kelet-Timor |

- Guam és Bhután a sorsolás után, játék nélkül visszalépett.

## Első forduló
A hivatalos sorsolást 2007. augusztus 6-án  tartották az AFC székházában Kuala Lumpurban, Malajziában. Az "A" jelű kalap csapatait párosították a "B" jelű kalap csapataival.
| 1. csapat    | Össz.Tooltip Aggregate score | 2. csapat               | 1. mérk. | 2. mérk.      |
| ------------ | ---------------------------- | ----------------------- | -------- | ------------- |
| Pakisztán    | 0–7                          | Irak                    | 0–7      | 0–0           |
| Üzbegisztán  | 11–0                         | Tajvan                  | 9–0      | 2–0           |
| Thaiföld     | 13–2                         | Makaó                   | 6–1      | 7–1           |
| Srí Lanka    | 0–6                          | Katar                   | 0–1      | 0–5           |
| Kína         | 11–0                         | Mianmar                 | 7–0      | 4–0           |
| Bhután       | játék nélkül                 | Kuvait                  | —        | —             |
| Kirgizisztán | 2–2 (t. 5–6)                 | Jordánia                | 2–0      | 0–2 (h.u.)    |
| Vietnám      | 0–6                          | Egyesült Arab Emírségek | 0–1      | 0–5           |
| Bahrein      | 4–1                          | Malajzia                | 4–1      | 0–0           |
| Kelet-Timor  | 3–11                         | Hongkong                | 2–3      | 1–8           |
| Szíria       | 5–1                          | Afganisztán             | 3–0      | 2–1           |
| Jemen        | 3–2                          | Maldív-szigetek         | 3–0      | 0–2           |
| Banglades    | 1–6                          | Tádzsikisztán           | 1–1      | 0–5           |
| Mongólia     | 2–9                          | Észak-Korea             | 1–4      | 1–5           |
| Omán         | 4–0                          | Nepál                   | 2–0      | 2–0           |
| Palesztina   | 0–7                          | Szingapúr               | 0–4      | 0–3 (megáll.) |
| Libanon      | 6–3                          | India                   | 4–1      | 2–2           |
| Kambodzsa    | 1–5                          | Türkmenisztán           | 0–1      | 1–4           |
| Guam         | játék nélkül                 | Indonézia               | —        | —             |

Jegyzetek
1. 1 2 3  Biztonsági okokból Irak Szíriában, Palesztina Katarban, Afganisztán pedig Tádzsikisztánban rendezte hazai mérkőzését.[1]
2. ↑  Mianmar hazai mérkőzésének helyszínét Malajziába helyezték át a mianmari és a kínai labdarúgó-szövetség közös kérésére.[2]
3. ↑  Bhután visszalépett.[3]
4. ↑  Kelet-Timor Indonéziát választotta hazai mérkőzésének helyszínéül.
5. ↑  Palesztina nem jelent meg. A mérkőzés végeredményét 3–0-s arányban Szingapúrnak ítélték.[4][5] A Palesztin labdarúgó-szövetség fellebbezést nyújtott be új mérkőzésidőpont kitűzésére azzal az indokkal, hogy a játékosaik nem kaptak engedélyt arra, hogy elhagyják a Gázai övezetet, azonban a Nemzetközi Labdarúgó-szövetség elutasította azt.[6]
6. ↑  [[Guami labdarúgó-válogatott}}|Guam]] visszalépett.[7]

## Második forduló
Az 1. forduló 19 győztes labdarúgó-válogatottja közül a 11 legjobb helyen rangsorolt játék nélkül a 3. fordulóba jutott, míg a 8 legrosszabb helyen rangsorolt csapatot összepárosították egymással a következőképpen:
- 17. helyen rangsorolt – 14. helyen rangsorolt
- 16. helyen rangsorolt – 12. helyen rangsorolt
- 19. helyen rangsorolt – 15. helyen rangsorolt
- 18. helyen rangsorolt – 13. helyen rangsorolt

A párosítások oda-visszavágós rendszerben zajlottak 2007 novemberében. Az összecsapások győztesei a 3. fordulóba léptek.
| 1. csapat | Össz.Tooltip Aggregate score | 2. csapat     | 1. mérk. | 2. mérk. |
| --------- | ---------------------------- | ------------- | -------- | -------- |
| Hongkong  | 0–3                          | Türkmenisztán | 0–0      | 0–3      |
| Indonézia | 1–11                         | Szíria        | 1–4      | 0–7      |
| Szingapúr | 3–1                          | Tádzsikisztán | 2–0      | 1–1      |
| Jemen     | 1–2                          | Thaiföld      | 1–1      | 0–1      |

## Harmadik forduló
Ebben a fordulóban 20 csapat vett részt. A csoportok első két helyezettje továbbjutott a negyedik fordulóba.
1. csoport
| Hely. | Csapat     | M | Gy | D | V | G+ | G– | Gk | P  | Továbbjutás                       |     | Ausztrália (ország) | Katar | Irak | Kína |
| ----- | ---------- | - | -- | - | - | -- | -- | -- | -- | --------------------------------- | --- | ------------------- | ----- | ---- | ---- |
| 1.    | Ausztrália | 6 | 3  | 1 | 2 | 7  | 3  | +4 | 10 | Továbbjutott a negyedik fordulóba |     | —                   | 3–0   | 1–0  | 0–1  |
| 2.    | Katar      | 6 | 3  | 1 | 2 | 5  | 6  | −1 | 10 | Továbbjutott a negyedik fordulóba |     | 1–3                 | —     | 2–0  | 0–0  |
| 3.    | Irak       | 6 | 2  | 1 | 3 | 4  | 6  | −2 | 7  |                                   |     | 1–0                 | 0–1   | —    | 1–1  |
| 4.    | Kína       | 6 | 1  | 3 | 2 | 3  | 4  | −1 | 6  |                                   | 0–0 | 0–1                 | 1–2   | —    |      |

2. csoport
| Hely. | Csapat   | M | Gy | D | V | G+ | G– | Gk | P  | Továbbjutás                       |     | Japán | Bahrein | Omán | Thaiföld |
| ----- | -------- | - | -- | - | - | -- | -- | -- | -- | --------------------------------- | --- | ----- | ------- | ---- | -------- |
| 1.    | Japán    | 6 | 4  | 1 | 1 | 12 | 3  | +9 | 13 | Továbbjutott a negyedik fordulóba |     | —     | 1–0     | 3–0  | 4–1      |
| 2.    | Bahrein  | 6 | 3  | 2 | 1 | 7  | 5  | +2 | 11 | Továbbjutott a negyedik fordulóba |     | 1–0   | —       | 1–1  | 1–1      |
| 3.    | Omán     | 6 | 2  | 2 | 2 | 5  | 7  | −2 | 8  |                                   |     | 1–1   | 0–1     | —    | 2–1      |
| 4.    | Thaiföld | 6 | 0  | 1 | 5 | 5  | 14 | −9 | 1  |                                   | 0–3 | 2–3   | 0–1     | —    |          |

3. csoport
| Hely. | Csapat        | M | Gy | D | V | G+ | G– | Gk  | P  | Továbbjutás                       |     | Dél-Korea | Észak-Korea | Jordánia | Türkmenisztán |
| ----- | ------------- | - | -- | - | - | -- | -- | --- | -- | --------------------------------- | --- | --------- | ----------- | -------- | ------------- |
| 1.    | Dél-Korea     | 6 | 3  | 3 | 0 | 10 | 3  | +7  | 12 | Továbbjutott a negyedik fordulóba |     | —         | 0–0         | 2–2      | 4–0           |
| 2.    | Észak-Korea   | 6 | 3  | 3 | 0 | 4  | 0  | +4  | 12 | Továbbjutott a negyedik fordulóba |     | 0–0       | —           | 2–0      | 1–0           |
| 3.    | Jordánia      | 6 | 2  | 1 | 3 | 6  | 6  | 0   | 7  |                                   |     | 0–1       | 0–1         | —        | 2–0           |
| 4.    | Türkmenisztán | 6 | 0  | 1 | 5 | 1  | 12 | −11 | 1  |                                   | 1–3 | 0–0       | 0–2         | —        |               |

4. csoport
| Hely. | Csapat       | M | Gy | D | V | G+ | G– | Gk  | P  | Továbbjutás                       |     | Üzbegisztán | Szaúd-Arábia | Szingapúr | Libanon |
| ----- | ------------ | - | -- | - | - | -- | -- | --- | -- | --------------------------------- | --- | ----------- | ------------ | --------- | ------- |
| 1.    | Üzbegisztán  | 6 | 5  | 0 | 1 | 17 | 7  | +10 | 15 | Továbbjutott a negyedik fordulóba |     | —           | 3–0          | 3–0       | 3–0     |
| 2.    | Szaúd-Arábia | 6 | 5  | 0 | 1 | 15 | 5  | +10 | 15 | Továbbjutott a negyedik fordulóba |     | 4–0         | —            | 2–0       | 4–1     |
| 3.    | Szingapúr    | 6 | 2  | 0 | 4 | 7  | 16 | −9  | 6  |                                   |     | 3–7         | 0–3          | —         | 2–0     |
| 4.    | Libanon      | 6 | 0  | 0 | 6 | 3  | 14 | −11 | 0  |                                   | 0–1 | 1–2         | 1–2          | —         |         |

5. csoport
| Hely. | Csapat                  | M | Gy | D | V | G+ | G– | Gk | P  | Továbbjutás                       |     | Irán | Egyesült Arab Emírségek | Szíria | Kuvait |
| ----- | ----------------------- | - | -- | - | - | -- | -- | -- | -- | --------------------------------- | --- | ---- | ----------------------- | ------ | ------ |
| 1.    | Irán                    | 6 | 3  | 3 | 0 | 7  | 2  | +5 | 12 | Továbbjutott a negyedik fordulóba |     | —    | 0–0                     | 0–0    | 2–0    |
| 2.    | Egyesült Arab Emírségek | 6 | 2  | 2 | 2 | 7  | 7  | 0  | 8  | Továbbjutott a negyedik fordulóba |     | 0–1  | —                       | 1–3    | 2–0    |
| 3.    | Szíria                  | 6 | 2  | 2 | 2 | 7  | 8  | −1 | 8  |                                   |     | 0–2  | 1–1                     | —      | 1–0    |
| 4.    | Kuvait                  | 6 | 1  | 1 | 4 | 8  | 12 | −4 | 4  |                                   | 2–2 | 2–3  | 4–2                     | —      |        |

## Negyedik forduló
A 4. fordulóba az előző forduló öt selejtezőcsoportjának első két helyezett csapata került. A továbbjutó 10 csapatot két ötcsapatos csoportba sorsolták, ahonnan az első és második helyezettek automatikus résztvevői lettek a 2010-es labdarúgó-világbajnokságnak, míg a csoportok harmadik helyezettjei oda-visszavágós selejtező mérkőzést játszottak az interkontinentális selejtezőben való részvételért.

### Kiemelés és sorsolás
A továbbjutott csapatok kiemelését a 2006-os labdarúgó-világbajnokság eredményei alapján végezték. Az első kalapba a két legjobb ázsiai válogatottat, a harmadik helyre Iránt, a negyedik és ötödik helyre egyaránt az azonos eredménnyel büszkélkedő Szaúd-Arábiát és Japánt, a hatodik helyre Bahreint, míg az utolsó kalapba a további négy továbbjutó válogatottat rangsorolták.
| 1. kalap                 | 2. kalap                     | 3. kalap                        | 4. kalap                                                      |
| ------------------------ | ---------------------------- | ------------------------------- | ------------------------------------------------------------- |
| - Ausztrália - Dél-Korea | - Irán - Japán/ Szaúd-Arábia | - Szaúd-Arábia/ Japán - Bahrein | - Üzbegisztán - Észak-Korea - Egyesült Arab Emírségek - Katar |

#### A sorsolás
A forduló csoportjainak sorsolását 2008. június 27-én végzeték Kuala Lumpurban, Malajziában. A négyes jelűurnával kezdtek, az első kihúzott csapatot az 1. csoport ötödik, a másodikként kihúzott csapatot a 2. csoport ötödik pozíciójába helyezték, majd a 4. kalap maradék két csapatát a csoportok negyedik helyére sorsolták. A két azonos rangsorolású csapat között egy külön sorsolás döntött arról, hogy Japánt a második, Szaúd-Arábiát pedig a harmadik urnából húzzák. Az utolsó három urna sorsolása már egyszerűen zajlott: a fennmaradó párosokat szétsorsolták a két csoport között.
A csoportok a következőkképen alakultak:
| 1. csoport  | 2. csoport              |
| ----------- | ----------------------- |
| Ausztrália  | Dél-Korea               |
| Japán       | Irán                    |
| Bahrein     | Szaúd-Arábia            |
| Üzbegisztán | Észak-Korea             |
| Katar       | Egyesült Arab Emírségek |

### Csoportok
A kialakított két csoportban oda-visszavágós, körmérkőzéses rendszerben mérkőztek meg a csapatok egymással. A csoportok első két helyezett labdarúgó-válogatottja automatikusan kijutott a labdarúgó-világbajnokságra, míg a csoportok harmadik helyezettje ázsiai pótselejtezőt játszottak az interkontinentális-pótselejtezőért.
1. csoport
| Hely. | Csapat      | M | Gy | D | V | G+ | G– | Gk  | P  | Továbbjutás                         |     | Ausztrália (ország) | Japán | Bahrein | Katar | Üzbegisztán |
| ----- | ----------- | - | -- | - | - | -- | -- | --- | -- | ----------------------------------- | --- | ------------------- | ----- | ------- | ----- | ----------- |
| 1.    | Ausztrália  | 8 | 6  | 2 | 0 | 12 | 1  | +11 | 20 | Kijutott a 2010-es világbajnokságra |     | —                   | 2–1   | 2–0     | 4–0   | 2–0         |
| 2.    | Japán       | 8 | 4  | 3 | 1 | 11 | 6  | +5  | 15 | Kijutott a 2010-es világbajnokságra |     | 0–0                 | —     | 1–0     | 1–1   | 1–1         |
| 3.    | Bahrein     | 8 | 3  | 1 | 4 | 6  | 8  | −2  | 10 | Továbbjutott az ötödik fordulóba    |     | 0–1                 | 2–3   | —       | 1–0   | 1–0         |
| 4.    | Katar       | 8 | 1  | 3 | 4 | 5  | 14 | −9  | 6  |                                     |     | 0–0                 | 0–3   | 1–1     | —     | 3–0         |
| 5.    | Üzbegisztán | 8 | 1  | 1 | 6 | 5  | 10 | −5  | 4  |                                     | 0–1 | 0–1                 | 0–1   | 4–0     | —     |             |

2. csoport
| Hely. | Csapat                  | M | Gy | D | V | G+ | G– | Gk  | P  | Továbbjutás                         |     | Dél-Korea | Észak-Korea | Szaúd-Arábia | Irán | Egyesült Arab Emírségek |
| ----- | ----------------------- | - | -- | - | - | -- | -- | --- | -- | ----------------------------------- | --- | --------- | ----------- | ------------ | ---- | ----------------------- |
| 1.    | Dél-Korea               | 8 | 4  | 4 | 0 | 12 | 4  | +8  | 16 | Kijutott a 2010-es világbajnokságra |     | —         | 1–0         | 0–0          | 1–1  | 4–1                     |
| 2.    | Észak-Korea             | 8 | 3  | 3 | 2 | 7  | 5  | +2  | 12 | Kijutott a 2010-es világbajnokságra |     | 1–1       | —           | 1–0          | 0–0  | 2–0                     |
| 3.    | Szaúd-Arábia            | 8 | 3  | 3 | 2 | 8  | 8  | 0   | 12 | Továbbjutott az ötödik fordulóba    |     | 0–2       | 0–0         | —            | 1–1  | 3–2                     |
| 4.    | Irán                    | 8 | 2  | 5 | 1 | 8  | 7  | +1  | 11 |                                     |     | 1–1       | 2–1         | 1–2          | —    | 1–0                     |
| 5.    | Egyesült Arab Emírségek | 8 | 0  | 1 | 7 | 6  | 17 | −11 | 1  |                                     | 0–2 | 1–2       | 1–2         | 1–1          | —    |                         |

## Ötödik forduló
Az ázsiai csapatok pótselejtezője két körből állt: egy ázsiai-pótselejtezőből és egy interkontinentális-pótselejtezőből.
A 4. forduló csoportjainak két harmadik helyezett csapata játszotta 2009. szeptember 5-én és szeptember 9-én az oda-visszavágós rendszerű ázsiai-pótselejtezőt.
| 1. csapat | Össz.        | 2. csapat    | 1. mérk. | 2. mérk. |
| --------- | ------------ | ------------ | -------- | -------- |
| Bahrein   | 2 – 2 (i.g.) | Szaúd-Arábia | 0 – 0    | 2 – 2    |

Részletek
| 2009. szeptember 5. 22:00 (UTC+3) |

| Bahrein | 0–0         | Szaúd-Arábia |
| ------- | ----------- | ------------ |
|         | Jegyzőkönyv |              |

| Bahreini Nemzeti Stadion, Manáma Nézőszám: 16 000 Játékvezető: Nisimura Júicsi (japán) |

| 2009. szeptember 9. 22:15 (UTC+3) |

| Szaúd-Arábia                      | 2–2               | Bahrein                   |
| --------------------------------- | ----------------- | ------------------------- |
| Al-Samrani 13' Al-Montasari 90+1' | (1–1) Jegyzőkönyv | Okwuwanne 42' Latif 90+3' |

| Fahd király Nemzetközi Stadion, Rijád Nézőszám: 50 000 Játékvezető: Ravshan Ermatov (üzbég) |

## Interkontinentális-pótselejtező
Az ázsiai pótselejtező-mérkőzés győztese, Bahrein játszhatott oda-visszavágós rendszerű interkontinentális-pótselejtezőt, amely idegenben szerzett több góllal nyerte meg a pótselejtezőt. Az óceániai-selejtező győztes csapatával, Új-Zélanddal 2009. október 10-én és november 14-én játszott oda-visszavágós mérkőzést a világbajnoki-részvételt jelentő helyért.
- Új-Zéland nyerte az interkontinentális pótselejtezőt, ezzel kvalifikálta magát a világbajnokságra.

| 1. csapat | Össz. | 2. csapat | 1. mérk. | 2. mérk. |
| --------- | ----- | --------- | -------- | -------- |
| Bahrein   | 0 – 1 | Új-Zéland | 0 – 0    | 0 – 1    |

## Góllövőlista
| #  | Játékos              | Ország                  | Összes | Fordulónként | Fordulónként | Fordulónként | Fordulónként | Fordulónként |
| #  | Játékos              | Ország                  | Összes | 1.f.         | 2.f.         | 3.f.         | 4.f.         | Á.P.         |
| -- | -------------------- | ----------------------- | ------ | ------------ | ------------ | ------------ | ------------ | ------------ |
| 1  | Szarajut Csajkhamdi  | Thaiföld                | 7      | 5            | 2            |              |              |              |
| 2  | Makszim Sackih       | Üzbegisztán             | 5      | 5            | x            |              |              |              |
| 3  | Dzsong Csholmin      | Észak-Korea             | 4      | 4            | x            |              |              |              |
| 3  | Cheng Siu Wai        | Hongkong                | 4      | 4            | 0            | -            | -            | -            |
| 3  | Mahdi Karím          | Irak                    | 4      | 4            | x            |              |              |              |
| 3  | Mohamad Gaddár       | Libanon                 | 4      | 4            | x            |              |              |              |
| 3  | Ziád Sábo            | Szíria                  | 4      | 0            | 4            |              |              |              |
| 3  | Radzsá Ráfi          | Szíria                  | 4      | 0            | 4            |              |              |              |
| 3  | Numondzon Hakimov    | Tádzsikisztán           | 4      | 4            | 0            | -            | -            | -            |
| 9  | Pak Csholmin         | Észak-Korea             | 3      | 3            | x            |              |              |              |
| 9  | Chan Siu Ki          | Hongkong                | 3      | 3            | 0            | -            | -            | -            |
| 9  | Sebastián Quintana   | Katar                   | 3      | 3            | x            |              |              |              |
| 9  | Mohamed ez-Zeno      | Szíria                  | 3      | 2            | 1            |              |              |              |
| 14 | Ála Hubájl           | Bahrein                 | 2      | 1            | x            | 1            |              |              |
| 14 | Szol Kihjon          | Dél-Korea               | 2      | x            | x            | 2            |              |              |
| 14 | Mohamed es-Sehhi     | Egyesült Arab Emírségek | 2      | 1            | x            | 1            |              |              |
| 14 | Sunil Chetri         | India                   | 2      | 2            | -            | -            | -            | -            |
| 14 | Szejd Besír          | Katar                   | 2      | 2            | x            |              |              |              |
| 14 | Emilio Neves         | Kelet-Timor             | 2      | 2            | 1            | -            | -            | -            |
| 14 | Qu Bo (Csü Po)       | Kína                    | 2      | 2            | x            |              |              |              |
| 14 | Liu Jian (Liu Csian) | Kína                    | 2      | 2            | 0            |              |              |              |
| 14 | Chan Kin Seng        | Makaó                   | 2      | 2            | -            | -            | -            | -            |
| 14 | Aleksandar Duric     | Szingapúr               | 2      | 0            | 2            |              |              |              |
| 14 | Jia Yi Shi           | Szingapúr               | 2      | 2            | 0            |              |              |              |
| 14 | Noh Shah             | Szingapúr               | 2      | 1            | 1            |              |              |              |
| 14 | Ferász Iszmájl       | Szíria                  | 2      | 1            | 1            |              |              |              |
| 14 | Tiraszil Dangda      | Thaiföld                | 2      | 2            | 0            |              |              |              |
| 14 | Daszakon Thonglau    | Thaiföld                | 2      | 2            | 0            |              |              |              |
| 14 | Thirathep Vinothaj   | Thaiföld                | 2      | 1            | 0            | 1            |              |              |
| 14 | Artur Gevorkjan      | Türkmenisztán           | 2      | 2            | 0            |              |              |              |
| 14 | Mamedali Karadanov   | Türkmenisztán           | 2      | 2            | 0            |              |              |              |
| 14 | Mekan Naszirov       | Türkmenisztán           | 2      | 2            | 0            |              |              |              |

Kulcsok
- - Kiesett
- x Nem játszott (erőnyerő csapat volt)

1 gólosok
| Afganisztán - Obaidullah Karimi Ausztrália - Marco Bresciano - Tim Cahill - Joshua Kennedy Bahrein - Mahmúd Abd ar-Rahmán - Abdulláh Bába Fatádi - Jaycee Okwunwanne Banglades - Zumratul Hossein Mithu Dél-Korea - Kvak Thehü - Pak Dzsiszong Egyesült Arab Emírségek - Fajszál Halíl - Szaíd al-Kasz - Ahmed Mohamed Mubarak - Navaf Mubarak - Iszmájl Matár - Basír Szaíd Észak-Korea - Hong Jongdzso - Dzson Kvangil - Kim Kukdzsin Hongkong - Cheung Sai Ho - Lam Ka Wai - Lo Kwan Yee India - Steven Dias Indonézia - Budi Sudarsono Irak - Nasát Akram - Emád Mohamed - Jászím al-Hamd - Havár Mulla Mohamed | Jemen - Ali an-Nono - Fekri al-Hubájsi - Mohamed Szálem - Hajszam Tabít Japán - Endó Jaszuhito - Ókubo Josito - Maki Szeiicsiró - Nakadzava Júdzsi Jordánia - Hátem Akel - Mahmúd Selbájeh Kambodzsa - Nasa Samel Katar - Szád as-Samári Kína - Chang Yaokun (Csang Jao-kun) - Du Zhenyu (Tu Csen-jü) - Li Jinyu (Li Csin-jü) - Li Weifeng (Li Vej-feng) - Yang Jin (Jang Lin) - Wu Wei'an (Vu Vej-an) - Zheng Zhi (Cseng Csi) Kirgizisztán - Ajbek Bokojev - Csolponbek Eszenkul Úlu Libanon - Roda Antar - Mahmúd el-Ali Malajzia - Mohd Bunyamin Umar Maldív-szigetek - Ali Ashfaq - Shamveel Qasim | Mongólia - Lumbengarav Donorov - Odkú Szelenge Omán - Mohamed al-Hináj - Fávzi Basír - Hasím Száleh Mohamed - Haszán Mudafár Szaúd-Arábia - Jászer al-Kahtáni - Malek al-Havszávi Szingapúr - John Wilkinson Szíria - Máhír asz-Szájed - Átef Dzsenját - Dzsehád al-Huszejn Tádzsikisztán - Dzsamsed Iszmajlov - Dzomihon Muhiddinov - Dilsod Vaszjev Thaiföld - Patiparn Phetphun - Szukha Szuri - Nirut Szurasziang Türkmenisztán - Mekan Naszirov - Arif Mirzsojev Üzbegisztán - Odil Ahmedov - Ulugbek Bakajev - Iszlom Inomov - Timur Kapadze - Viktor Karpenko - Savkat Szalomov - Ilhomdzson Szujunov |

Öngólos
| Kelet-Timor - Alfredo Esteves (Hongkong ellen) |